# 拉米萨 (加利福尼亚州)
拉米萨（英語：La Mesa），是美国加利福尼亚州圣迭戈县下属的一座城市。建市于1912年2月16日，面积大约为9.08平方英里（23.5平方公里）。根据2010年美国人口普查，该市有人口57,065人。